# Кихачи Окамото
Кихачи Окамото (на японски: 岡本 喜八) е японски режисьор.

## Биография
Роден е на 17 февруари 1924 година в Йонаго. По време на Втората световна война служи във военновъздушните сили, което оказва силно влияние върху филмите му. След войната завършва Университета „Мейджи“ и от 1947 година работи като асистент-режисьор за компанията „Тохо“. Режисьорския си дебют прави през 1958 година, след което става известен с редица джидайгеки и военни филми, като „Мечът на съдбата“ („大菩薩峠“, 1966), „Най-дългият ден на Япония“ („日本のいちばん長い日“, 1967), „斬る“ (1968) и антивоенната сатира „肉弾“ (1968).
Умира на 19 февруари 2005 г. в Кавасаки.

## Избрана филмография
- „Мечът на съдбата“ (大菩薩峠, 1966)
- „Най-дългият ден на Япония“ (日本のいちばん長い日, 1967)
- 斬る (1968)
- 肉弾 (1968)
- „Рев“ (吶喊, 1975)